# Ivan Dyulgerov
Ivan Dyulgerov (Varna, 5 de julio de 1999) es un futbolista búlgaro que juega en la demarcación de portero para el F. C. Sheriff Tiraspol de la Superliga de Moldavia.

## Selección nacional
Tras jugar con la selección de fútbol sub-18 de Bulgaria, la sub-19 y la sub-21 hizo su debut con la selección absoluta el 17 de junio de 2023 en un partido de clasificación para la Eurocopa 2024 contra Lituania que finalizó con un resultado de empate a uno tras los goles de Edvinas Girdvainis para Lituania, y de Marin Petkov para el combinado búlgaro.

## Clubes
| Club                   | País     | Año       | Partidos | Goles |
| ---------------------- | -------- | --------- | -------- | ----- |
| PFC Cherno More Varna  | Bulgaria | 2016-2024 | 132      | 0     |
| PFC CSKA Sofia         | Bulgaria | 2024-2025 | 19       | 0     |
| F. C. Sheriff Tiraspol | Moldavia | 2025-     | 1        | 0     |